# Ferae
Ferae är en systematisk grupp i överordningen Laurasiatheria som omfattar rovdjuren (Carnivora) och myrkottarna, (Pholidota). De omfattar också den utdöda ordningen Creodonta.
Ferae infördes efter att rovdjurens och myrkottarnas DNA visat sig ha stora likheter. Taxonet var tidigare etablerat med rovdjuren som enda medlem.
Djuren har också mikrobiologiska likheter med uddatåiga hovdjur, Perissodactyla. Dessa föreslås sammanföras under namnet Zooamata.